# Biskupija
Biskupija (en serbe cyrillique, Бискупија, en italien, Campo delle Cinque Chiese) est un village et une municipalité située dans le comitat de Šibenik-Knin, en Croatie. Au recensement de 2001, la municipalité comptait 1 669 habitants, dont 77,29 % de Serbes et 20,19 % de Croates et le village seul comptait 466 habitants.

## Localités
La municipalité de Biskupija compte 8 localités :
| - Biskupija - Markovac - Orlić - Ramljane | - Riđane - Uzdolje - Vrbnik - Zvjerinac |